# Píteas d'Atenes
Píteas (grec antic: Πυθέας, llatí: Pytheas) fou un orador atenès que va viure al segle iv aC, i es va distingir per ser especialment hostil a Demòstenes.
Era autodidacta, i no tenia un estil prou elegant per ser considerat com un dels oradors àtics pels gramàtics grecs, segons la Suïda. En la seva vida privada tenia mal caràcter i pocs principis polítics, puix que canviava de bàndol segons els seus interessos.
Empresonat per no pagar un deute (segurament una multa per una demanda judicial), va escapar de la presó i va fugir a Macedònia. Al cap d'un temps va tornar a Atenes, on llavors era pobre, però a través de la vida pública es va enriquir i va adquirir una considerable fortuna. A Atenes va exercir les magistratures més altes, i honors entre els quals figurava el dret a fer els sacrificis dels atenencs a Delfos. Dinarc el va acusar de ξενία, una acusació per usurpar els drets de ciutadania, probablement a causa d'haver viscut molts d'anys a Macedònia.
Es coneixen pocs fets de la seva vida política, però se sap que es va oposar a conferir honors a Alexandre el Gran, encara que més tard va abraçar el partit macedoni. Va acusar Demòstenes d'haver rebut suborns d'Hàrpal, i a la guerra de Làmia l'any 322 aC es va unir a Antípatre i va tenir la satisfacció de sobreviure al seu gran enemic Demòstenes.
S'han conservat, mercès a Eli Harpocració, els títols de dos dels seus discursos: Πρὸς τὴν ἔνδειξιν ἀπολογία i Κατ'Ἀδείμαντος]. Rutili Llop en va conservar uns extractes.